# Nehantic State Forest
Nehantic State Forest ist ein State Forest im US-Bundesstaat Connecticut auf dem Gebiet der Gemeinden Lyme, East Lyme und Salem.

## Geographie
Der Forst erstreckt sich über 2049 ha (5062 acre) in zwei Parzellen. Bereits 1926 wurde der Wald erworben, wobei es schon damals schwierig war, in dem stark besiedelten Bezirk ein zusammenhängendes Waldstück zu finden. Die Parzellen sind durch den Grassy Hill getrennt und liegen etwa 3 km voneinander entfernt. Die nordöstliche Parzelle des Parks schließt sich an Hartman Park an und wird im Süden vom Gelände der Yale Engineering School begrenzt. Eine Hochspannungsleitung führt entlang der Gemeindegrenze von East Lyme und Salem. Der Beaver Brook entwässert nach Westen über den Eightmile River zum Connecticut River während der Fourmile River und der Cranberry Meadow Brook (Pattangansett River) nach Süden zum Long Island Sound hin abfließen.
In der westlichen Parzelle wird durch die Wege im Park auch der Zugang zum Becket Hill State Park Reserve im Südosten gegeben. Neben Uncas Pond und Norwich Pond, die in derselben geologischen Furche liegen, und die durch den Falls Brook miteinander verbunden sind, gibt es im Park eine ganze Reihe von kleinen Tümpeln. Uncas Pond und Norwich Pond sind über eigene Bootsrampen zugänglich. Der Falls Brook entwässert über die Hamburg Cove zum Connecticut River.

## Freizeitmöglichkeiten
Im Park gibt es Möglichkeiten zum Wandern, Picknicken, Schwimmen, Jagen und Boot fahren.